# 杙俣長日子王
杙俣長日子王（くいまたながひこ）は、日本の古代の人物で、父は日本武尊の子である息長田別王とされる。はっきりとはしないが一般的に性別は男とされる。